# Hydrograd
Hydrograd es el sexto álbum de estudio de Stone Sour, lanzado el 30 de junio de 2017, lanzado a través del sello Roadrunner Records como el seguimiento de sus álbumes conceptuales de la banda, House of Gold & Bones - Part 1 y Part 2. Es el primer trabajo de la banda con el guitarrista Christian Martucci quien remplaza a Jim Root.

## Lista de canciones
| N.º | Título                                                | Duración |  |
| 1.  | «YSIF»                                                | 2:02     |  |
| 2.  | «Taipei Person/Allah Tea»                             | 5:16     |  |
| 3.  | «Knievel Has Landed»                                  | 4:01     |  |
| 4.  | «Hydrograd»                                           | 4:37     |  |
| 5.  | «Song #3»                                             | 4:16     |  |
| 6.  | «Fabuless»                                            | 4:00     |  |
| 7.  | «The Witness Trees»                                   | 4:45     |  |
| 8.  | «Rose Red Violent Blue (This Song Is Dumb & So Am I)» | 4:56     |  |
| 9.  | «Thank God It's Over»                                 | 3:36     |  |
| 10. | «St. Marie»                                           | 4:27     |  |
| 11. | «Mercy»                                               | 3:23     |  |
| 12. | «Whiplash Pants»                                      | 4:19     |  |
| 13. | «Friday Knights»                                      | 5:17     |  |
| 14. | «Somebody Stole My Eyes»                              | 3:47     |  |
| 15. | «When the Fever Broke»                                | 6:32     |  |

## Posicionamiento en lista
| Lista (2017)                          | Posiciones |
| ------------------------------------- | ---------- |
| Australia (ARIA)                      | 2          |
| Austria (Ö3 Austria)                  | 5          |
| Bélgica (Ultratop flamenca)           | 22         |
| Bélgica (Ultratop valona)             | 27         |
| Canadá (Billboard Canadian Albums)    | 7          |
| República Checa (ČNS IFPI)            | 16         |
| Países Bajos (Album Top 100)          | 40         |
| Finlandia (Suomen Virallinen Lista)   | 14         |
| Francia (SNEP)                        | 97         |
| Alemania (Media Control Charts)       | 4          |
| Hungría (MAHASZ)                      | 17         |
| Irlanda (IRMA)                        | 42         |
| Italia (FIMI)                         | 87         |
| Nueva Zelanda (Recorded Music NZ)     | 6          |
| Escocia (Scottish Albums Chart)       | 3          |
| Spanish Albums (PROMUSICAE)           | 69         |
| Suecia (Sverigetopplistan)            | 34         |
| Suiza (Schweizer Hitparade)           | 4          |
| Reino Unido (UK Albums Chart)         | 5          |
| Estados Unidos (Billboard 200)        | 8          |
| Estados Unidos (Top Hard Rock Albums) | 1          |
| Estados Unidos (Top Rock Albums)      | 2          |

## Personal
- Corey Taylor - Vocalista
- Christian Martucci - Guitarra líder
- Josh Rand - Guitarra rítmica
- Roy Mayorga - Batería
- Johny Chow - Bajo